# Et
L'et (&), també anomenada «i comercial», és una lligadura  tipogràfica que pot substituir la conjunció i. La forma del símbol «&» prové de la fusió de les lletres «e» i «t» de la conjunció llatina «et».
L'et s'utilitza entre d'altres en les autories de llibres fets per més d'una persona, com ara Barceló & Figueras. També s'utilitza en la informàtica com a operador lògic per a expressar la conjunció.

Evolució històrica del signe «&»; en les versions més antigues s'hi poden apreciar clarament una «e» i una «t».

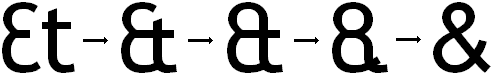
Evolució del símbol